# Asen Peak
Asen Peak (in lingua bulgara: Асенов връх, Asenov vrach)  è un picco roccioso, alto 800 m, situato nel Delchev Ridge, nei Monti Tangra, nell'Isola Livingston, delle Isole Shetland Meridionali, in Antartide. Il picco sormonta il Ghiacciaio Iskar e la Bruix Cove a nordovest, il Ghiacciaio Ropotamo a est-sudest e il Ghiacciaio Dobrudzha a sud.
La denominazione è stata assegnata in onore dello zar Ivan Asen II di Bulgaria (1218-1241).

## Localizzazione
Il picco è posizionato alle coordinate 62°38′50.5″S 59°56′25″W, 770 m a sud-sudovest del Delchev Peak, 860 m a est del Ruse Peak e 870 m a nord-nordovest del St. Evtimiy Crag.

## Mappe
- L.L. Ivanov et al. Antarctica: Livingston Island and Greenwich Island, South Shetland Islands. Scale 1:100000 topographic map. Sofia: Antarctic Place-names Commission of Bulgaria, 2005.
- L.L. Ivanov. Antarctica: Livingston Island and Greenwich, Robert, Snow and Smith Islands. Scale 1:120000 topographic map.  Troyan: Manfred Wörner Foundation, 2009.